# 46. ceremonia wręczenia nagród Grammy
46. ceremonia wręczenia nagród Grammy, prestiżowych amerykańskich nagród muzycznych wręczanych przez Narodową Akademię Sztuki i Techniki Rejestracji odbyła się w niedzielę, 8 lutego 2004 roku.

## Nagrody

### Obszar generalny
Lista składa się ze wszystkich nominowanych, a zwycięzcy zostaną pogrubieni.

#### Nagranie roku
- "Clocks" – Coldplay
- Crazy in Love – Beyoncé featuring Jay-Z
- Where Is the Love? – The Black Eyed Peas featuring Justin Timberlake
- Lose Yourself – Eminem
- Hey Ya! – OutKast

#### Album roku
- Speakerboxxx/The Love Below – OutKast
- Under Construction – Missy Elliott
- Fallen – Evanescence
- Justified – Justin Timberlake
- Elephant – The White Stripes

#### Piosenka roku
- "Dance With My Father" – Luther Vandross (Autorzy: Richard Marx & Luther Vandross)
- Beautiful – Christina Aguilera (Autor: Linda Perry)
- I'm With You – Avril Lavigne (Autor: Avril Lavigne)
- Keep Me In Your Heart – Warren Zevon (Autorzy: Jorge Calderón & Warren Zevon)
- Lose Yourself – Eminem (Autorzy: J. Bass, M. Mathers & L. Resto)

#### Najlepszy nowy artysta
- Evanescence
- 50 Cent
- Fountains of Wayne
- Heather Headley
- Sean Paul

### Pop

#### Najlepszy występ pop solowy kobiecy
- "Beautiful" – Christina Aguilera

#### Najlepszy występ pop solowy męski
- Cry Me a River" – Justin Timberlake

#### Najlepszy występ pop w duecie lub w zespole
- "Underneath It All" – No Doubt

#### Najlepsza popowa kolaboracja
- "Whenever I Say Your Name" – Sting & Mary J. Blige

#### Najlepszy album popowy
- Justified – Justin Timberlake

### Rock

#### Najlepsza piosenka rockowa
- Bruce Springsteen za utwór "The Rising"

#### Najlepszy album rockowy
- Bruce Springsteen za "The Rising"

#### Najlepszy występ rockowy kobiecy
- Trouble" – Pink

#### Najlepszy występ rockowy męski
- "Gravedigger" – Dave Matthews

#### Najlepszy występ rockowy w duecie lub w zespole
- "Disorder in the House" – Bruce Springsteen & Warren Zevon

#### Najlepszy występ metalowy
- Metallica za płytę "St. Anger"

### Muzyka alternatywna

#### Najlepszy album alternatywny
- Elephant – The White Stripes
- Fight Test – The Flaming Lips
- Hail to the Thief – Radiohead
- Untitled – Sigur Rós
- Fever to Tell – Yeah Yeah Yeahs

### R&B

#### Najlepsza piosenka R&B
- "Crazy in Love" – Beyoncé featuring Jay-Z

#### Najlepszy album R&B
- "Dance with My Father" – Luther Vandross

#### Najlepszy występ R&B kobiecy
- Beyoncé za "Dangerously In Love 2"

#### Najlepszy występ R&B męski
- "Dance with My Father" – Luther Vandross

#### Najlepszy występ R&B w duecie lub w zespole
- Luther Vandross & Beyoncé za utwór "The Closer I Get to You"

### Rap

#### Najlepszy album Rapowy
- "Speakerboxxx/The Love Below" – OutKast
- "Under Construction" – Missy Elliott
- "Get Rich Or Die Tryin'" – 50 Cent
- "The Blueprint²: The Gift & The Curse" – Jay-Z
- "Phrenology" – The Roots

#### Najlepszy występ Rapowy w duecie lub zespole
- "Shake Ya Tailfeather" – Nelly, P. Diddy & Murphy Lee
- "Gossip Folks" – Missy Elliott featuring Ludacris
- "Magic Stick" – Lil' Kim featuring 50 Cent
- "Dipset (Santana's Town)" – Juelz Santana featuring Cam'ron
- "Can't Stop, Won't Stop" – Young Gunz

#### Najlepszy występ hip-hopowy
- "Lose Yourself" – Eminem
- "Pump It Up" – Joe Budden
- "In Da Club" – 50 Cent
- "Stand Up" – Ludacris
- "Get Busy" – Sean Paul

### Country

#### Najlepszy album country
- "Livin', Lovin', Losin' – Songs of the Louvin Brothers" – Various Artists

#### Najlepsza piosenka country
- "It's Five O'Clock Somewhere" – Alan Jackson & Jimmy Buffett

### New Age

#### Najlepszy album New Age
- "One Quiet Night" – Pat Metheny

### Jazz

#### Najlepszy jazzowy album wokalny
- "A Little Moonlight" – Dianne Reeves

#### Najlepszy jazzowy występ instrumentalny
- "Matrix" – Chick Corea in Rendezvous in New York

#### Najlepszy jazzowy album instrumentalny, indywidualny lub w zespole
- "Alegria" – Wayne Shorter

### Gospel

#### Najlepszy album pop gospel
- Michael W. Smith za "Worship Again"

#### Najlepszy album rock gospel
- Audio Adrenaline za "Worldwide"

#### Najlepszy album tradycyjny soul gospel
- "Go Tell It on the Mountain" – the Blind Boys of Alabama

#### Najlepszy album Contemporary soul gospel
- "...Again" – Donnie McClurkin

### Muzyka latynoamerykańska

#### Najlepszy album pop latino
- Alejandro Sanz – No Es Lo Mismo

#### Najlepszy album rock/alternatywa latino
- Café Tacuba za "Cuatro Caminos"

### Reggae

#### Najlepszy album muzyki reggae
- "Dutty Rock" – Sean Paul

### World Music

#### Najlepszy album World Music
- "Sacred Tibetan Chant"

### Dzieci

#### Najlepszy album dziecięcy
- "Bon Appétit!"

#### Najlepszy album ze słowami dla dzieci
- "Piotruś i wilk"